# Georgetown (Washington D.C.)
 For alternative betydninger, se Georgetown. (Se også artikler, som begynder med Georgetown)
Georgetown (DC, USA) er et nabolag i Washington DC.
Bydelen har eget universitet, mere end 100 restauranter og barer. M-Street er en af bydelens kendte gader.
- Wikimedia Commons har flere filer relateret til Georgetown (Washington D.C.)

38°54′17″N 77°03′45″V / 38.9047°N 77.0625°V